# Mazus
Genre
Classification APG III (2009)
Classification APG IV (2016)
Mazus est un genre de plantes à fleurs de la famille des Phrymaceae.
En classification phylogénétique APG IV (2016), les Mazaceae (genres Dodartia, Lancea et Mazus) sont une famille distincte des Phrymaceae.

## Liste d'espèces
Selon ITIS (1er juin 2018) :
- Mazus miquelii Makino
- Mazus pumilus (Burm. f.) Steenis

Selon NCBI (1er juin 2018) :
- Mazus alpinus
- Mazus caducifer
- Mazus celsioides
- Mazus fauriei
- Mazus goodenifolius
- Mazus gracilis
- Mazus lanceifolius
- Mazus longipes
- Mazus miquelii
- Mazus novaezeelandiae
- Mazus omeiensis
- Mazus procumbens
- Mazus pulchellus
- Mazus pumilio
- Mazus pumilus
- Mazus radicans
- Mazus reptans
- Mazus rugosus
- Mazus spicatus
- Mazus stachydifolius
- Mazus sunhangii
- Mazus surculosus